# Primarni transkript
Primarni transkript ili primarni prepis je jedanostruka ribonukleinska kiselina (RNK), koja nastaje kao proizvod transkripcije smislenog polulanca DNK. Nakon prerade ona daje različite zrele RNK proizvode, kao što su iRNK, tRNK i rRNK. Primarni transkripti su predodređeni da budu iRNK u modifikaciji pripreme za translaciju. Na primer, prekurzorska RNK (pre-iRNK) je vrsta primarnog transkripta koji postaje RNK (iRNA) nakon obrade.
Postoji nekoliko koraka koji doprinose proizvodnji primarnih transkripata. Svi oni uključuju niz interakcija koje pokreću i završavaju transkripciju DNK u jedru eukariota. Određeni faktori igraju ključnu ulogu u aktiviranju i inhibiciji transkripcije. Oni regulišu proizvodnju primarnog transkript. Transkripcija proizvodi primarne transkripte koji bivaju dodatno modifikovani u nekoliko procesa. Ovi procesi uključuju 5' kapu, 3'-poliadenilaciju i alternativnu preradu. Konkretno, alternativna prerada direktno doprinosi raznolikosti iRNK u ćelijama. Modifikacije primarnih transkripata dodatno su studirane u istraživanjima koja su usredsređena na razjašnjavanje uloge i značaja tih transkripata. Eksperimentalne studije na osnovu molekulske promene u procesovanju primarnih transkripata prije i nakon transkripcije dovele su boljeg razumevanja bolesti koje uključuju primarne transkripte.

## Proizvodnja primarnog transkripta
Prvi korak koji je u proizvodnji primarnih transkripata uključuje niz molekulskih interakcija koje iniciraju transkripciju DNK u jedrima ćelija. Određene DNK sekvence se prepisuju da proizvedu različite RNK proizvode koji će se prevesti u funkcionalne proteine za mobilnu upotrebu. Da bi se pokrenuo proces transkripcije u jedru neophodno je opružanje dvostrukog heliksa neodmotane DNK i raskidanje vodoničnih veza i povezivanje kompatibilnih nukleinskih kiselina DNK. Jedan polulanac je šablonska DNK i koristi se za transkripciju jednolančane primarne iRNK. Ova DNK je vezana za RNK polimeraze u promotorskoj regiji gena u molekulu DNK.
Kod eukariota, tri vrste RNK - rRNK, tRNK i iRNK-proizvodi zasnovani su na aktivnost tri različite RNK polimeraze, dok kod prokariota postoji samo jedna RNK polimeraza za stvaranje svih vrsta RNK molekula. RNK polimeraza II eukariota transkribuje priparni prepis koji se prerađuje u iRNK, iz antisens DNK templeta u 5' ka 3' smeru, a novosintetizirani primarni transkript je komplementaran antisensnom lancu DNK. RNK polimeraza II gradi primarni transkript koristeći set od četiri specifične ribonukleozidna monofosfatna ostataka (adenozinmonofosfat (AMP), citidin monofosfat (CMP), guanozin monofosfat (GMP), i uridin monofosfat (UMP)) koji se kontinuirano dodaju na 3' hidroksilne grupe na 3' kraju rastuće iRNK.
Studije primarno-transkripatnih proizvoda RNK polimeraze II su pokazale da određeni primarni transkript prosečno sadrži 7.000 nukleotida, a neki rastu u dužinu i do 20.000 nukleotida. uključujući i eksonske i intronske sekvence unutar primarnog transkripta, što objašnjava veličinu razlika između većih primarnih transkripata i manjih, zrelih iRNK molekula, spremnih za prevođenje na proteine.